# Érythème nécrolytique migrateur
 Mise en garde médicale
L'érythème nécrolytique migrateur ou syndrome du glucagonome est une éruption cutanée rouge et bulleuse qui se propage sur la peau. Elle affecte particulièrement la peau autour de la bouche et des extrémités distales ; mais peut également être trouvé sur le bas-ventre, les fesses, le périnée et l'aine. Il est fortement associé au glucagonome, une tumeur du pancréas produisant du glucagon, mais est également observé dans un certain nombre d'autres affections, notamment les maladies du foie et la malabsorption intestinale.

## Signes et symptômes

### Caractéristiques cliniques
L'ENM présente une éruption cutanée caractéristique de plaques rouges aux bords irréguliers, des vésicules intactes ou rompues et la formation d'une croûte. Il affecte généralement les membres et la peau entourant les lèvres, bien que moins fréquemment l'abdomen, le périnée, les cuisses, les fesses et l'aine puissent être affectés. Souvent, ces zones peuvent être sèches et fissurées en conséquence. Tous les stades de développement des lésions peuvent être observés simultanément. L'éruption initiale peut être exacerbée par une pression ou un traumatisme dans les zones touchées.

### Conditions associées
William Becker a décrit pour la première fois une association entre la NME et le glucagonome en 1942, et depuis lors, l'ENM a été décrit chez pas moins de 70 % des personnes atteintes d'un glucagonome.[4] La NME est considérée comme faisant partie du syndrome du glucagonome, qui est associé à une hyperglucagonémie, un diabète sucré et une hypoaminoacidémie. Lorsque l'ENM s'observe en l'absence de glucagonome, il peut être considéré comme un « syndrome de pseudoglucagonome ». Moins fréquent que l'ENM avec glucagonome, le syndrome de pseudoglucagonome peut survenir dans un certain nombre de troubles systémiques :
- maladie cœliaque ;
- rectocolite hémorragique ;
- maladie de Crohn ;
- cirrhose hépatique ;
- carcinome hépatocellulaire ;
- cancer du poumon, y compris cancer du poumon à petites cellules ;
- tumeurs secrétant de l'insuline ou le facteur de croissance analogue à l'insuline 2 ;
- cancer duodénal.

## Pathogenèse
La pathogenèse de l'ENM reste inconnue, bien que divers mécanismes soient suggérés. Ceux-ci comprennent l'hyperglucagonémie, la carence en zinc, la carence en acides gras, l'hypoaminoacidémie et les maladies du foie.

## Diagnostic

### Histologie
Les caractéristiques histopathologiques de l'ENM ne sont pas spécifiques et comprennent :
- nécrose épidermique ;
- pustules sous-cornéennes ;
- parakératose confluente, hyperplasie épidermique et hyperplasie cutanée papillaire marquée dans un schéma psoriasiforme ;
- angioplasie du derme papillaire ;
- folliculite suppurée.

Les cellules épidermiques vacuolées, pâles et gonflées et la nécrose de l'épiderme superficiel sont les plus caractéristiques. L'immunofluorescence est généralement négative.

### Diagnostic différentiel
- acrodermatite entéropathique[10],[11].

## Prise en charge
Prise en charge du glucagonome, par octréotide ou chirurgie. Après la résection, l'éruption disparait généralement en quelques jours.